# Chaos (religion)
Pour les articles homonymes, voir Chaos.

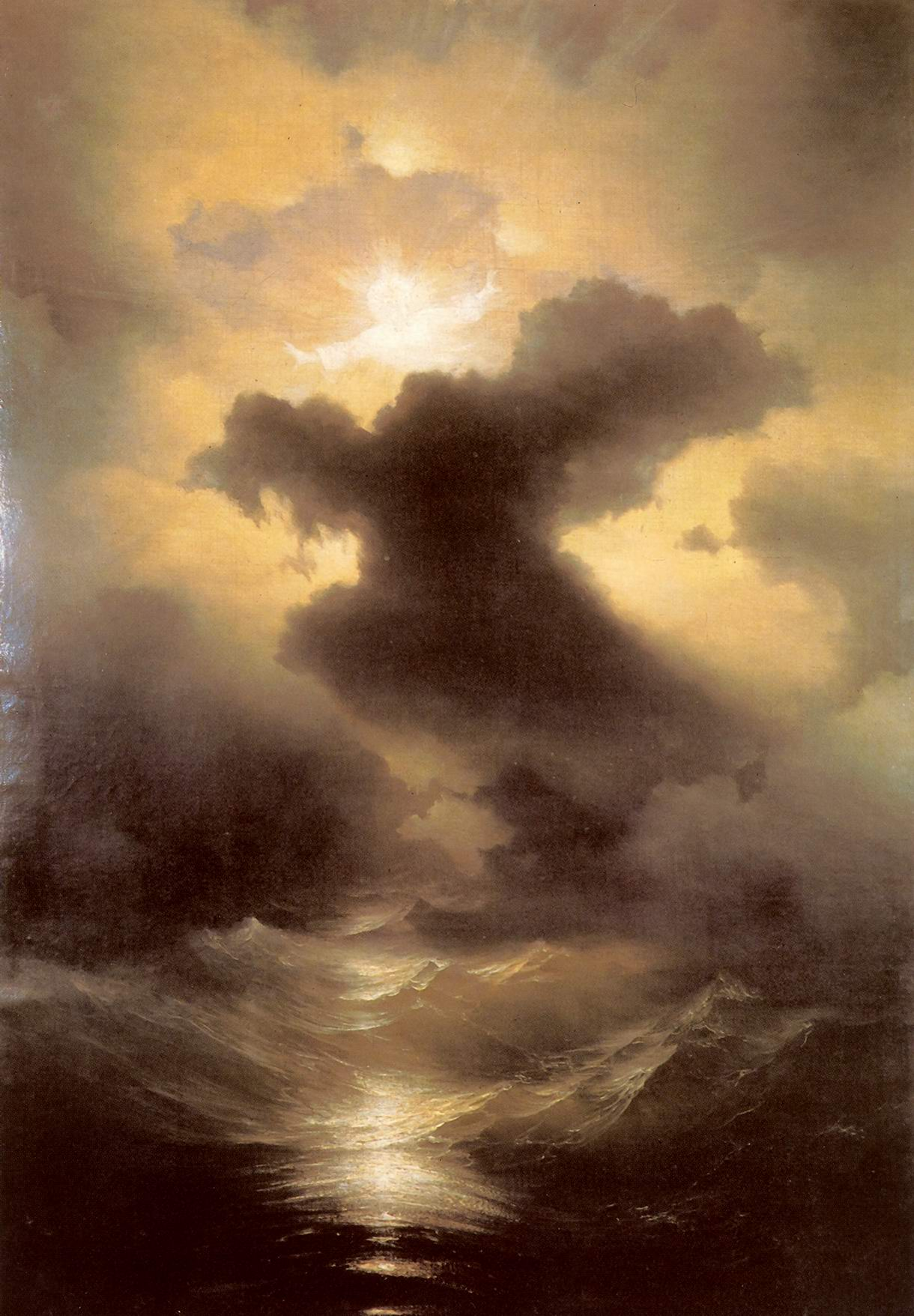
La Création ou Le Chaos, par Ivan Aïvazovski, 1841. Musée Arménien, Venise.

Le chaos, dans la tradition judéo-chrétienne, est un état vague et vide de la Terre avant l'intervention créatrice de Dieu. Par analogie avec le même concept dans la mythologie grecque (Chaos), il représente la confusion initiale, indifférenciée et informelle de la matière et des éléments, antérieure à l'organisation du monde par l'intervention de Dieu qui, elle, donnera le cosmos, le monde clos présentant un ordre.